# 사우디아라비아 U-20 축구 국가대표팀
사우디아라비아 U-20 축구 국가대표팀은 사우디아라비아를 대표하는 20세 이하 축구 국가대표팀이다.

## 국제 대회 경력

### FIFA U-20 월드컵
1985년 대회를 통해 처음으로 U-20 월드컵 본선에 모습을 드러냈고 이후 2011년과 2017년 대회에서 16강에 오르며 U-20 월드컵 최고 성적을 거두었다.

### AFC U-20 아시안컵
AFC U-20 아시안컵 본선에는 1973년 대회에 첫 참가한 이후 3번의 우승(1986년, 1992년, 2018년 대회)과 2번의 준우승(1985년, 2016년)을 차지하는 등 9번의 대회에서 4위 이상의 성적을 거두었다.

### U-20 아랍컵
U-20 아랍컵에는 1983년 대회에 처음으로 참가했고 이후 3번의 우승(1985년, 2021년, 2022년)과 3번의 준우승(1983년, 2011년, 2012년)을 차지했다.

## 대회 출전 및 결과

### FIFA U-20 월드컵
| 연도   | 결과           | 경기           | 승             | 무             | 패             | 득점           | 실점           |                |
| ------ | -------------- | -------------- | -------------- | -------------- | -------------- | -------------- | -------------- | -------------- |
| 1977년 | 지역 예선 탈락 | 지역 예선 탈락 | 지역 예선 탈락 | 지역 예선 탈락 | 지역 예선 탈락 | 지역 예선 탈락 | 지역 예선 탈락 | 지역 예선 탈락 |
| 1979년 | 지역 예선 탈락 | 지역 예선 탈락 | 지역 예선 탈락 | 지역 예선 탈락 | 지역 예선 탈락 | 지역 예선 탈락 | 지역 예선 탈락 | 지역 예선 탈락 |
| 1981년 | 지역 예선 탈락 | 지역 예선 탈락 | 지역 예선 탈락 | 지역 예선 탈락 | 지역 예선 탈락 | 지역 예선 탈락 | 지역 예선 탈락 | 지역 예선 탈락 |
| 1983년 | 지역 예선 탈락 | 지역 예선 탈락 | 지역 예선 탈락 | 지역 예선 탈락 | 지역 예선 탈락 | 지역 예선 탈락 | 지역 예선 탈락 | 지역 예선 탈락 |
| 1985년 | 조별리그       | 3              | 1              | 1              | 1              | 1              | 1              |                |
| 1987년 | 조별리그       | 3              | 0              | 0              | 3              | 0              | 6              |                |
| 1989년 | 조별리그       | 3              | 1              | 0              | 2              | 4              | 3              |                |
| 1991년 | 지역 예선 탈락 | 지역 예선 탈락 | 지역 예선 탈락 | 지역 예선 탈락 | 지역 예선 탈락 | 지역 예선 탈락 | 지역 예선 탈락 | 지역 예선 탈락 |
| 1993년 | 조별리그       | 3              | 1              | 0              | 2              | 3              | 5              |                |
| 1995년 | 지역 예선 탈락 | 지역 예선 탈락 | 지역 예선 탈락 | 지역 예선 탈락 | 지역 예선 탈락 | 지역 예선 탈락 | 지역 예선 탈락 | 지역 예선 탈락 |
| 1997년 | 지역 예선 탈락 | 지역 예선 탈락 | 지역 예선 탈락 | 지역 예선 탈락 | 지역 예선 탈락 | 지역 예선 탈락 | 지역 예선 탈락 | 지역 예선 탈락 |
| 1999년 | 조별리그       | 3              | 1              | 0              | 2              | 5              | 6              |                |
| 2001년 | 지역 예선 탈락 | 지역 예선 탈락 | 지역 예선 탈락 | 지역 예선 탈락 | 지역 예선 탈락 | 지역 예선 탈락 | 지역 예선 탈락 | 지역 예선 탈락 |
| 2003년 | 조별리그       | 4              | 1              | 0              | 3              | 3              | 5              |                |
| 2005년 | 지역 예선 탈락 | 지역 예선 탈락 | 지역 예선 탈락 | 지역 예선 탈락 | 지역 예선 탈락 | 지역 예선 탈락 | 지역 예선 탈락 | 지역 예선 탈락 |
| 2007년 | 지역 예선 탈락 | 지역 예선 탈락 | 지역 예선 탈락 | 지역 예선 탈락 | 지역 예선 탈락 | 지역 예선 탈락 | 지역 예선 탈락 | 지역 예선 탈락 |
| 2009년 | 지역 예선 탈락 | 지역 예선 탈락 | 지역 예선 탈락 | 지역 예선 탈락 | 지역 예선 탈락 | 지역 예선 탈락 | 지역 예선 탈락 | 지역 예선 탈락 |
| 2011년 | 16강전         | 4              | 2              | 0              | 2              | 6              | 5              |                |
| 2013년 | 지역 예선 탈락 | 지역 예선 탈락 | 지역 예선 탈락 | 지역 예선 탈락 | 지역 예선 탈락 | 지역 예선 탈락 | 지역 예선 탈락 | 지역 예선 탈락 |
| 2015년 | 지역 예선 탈락 | 지역 예선 탈락 | 지역 예선 탈락 | 지역 예선 탈락 | 지역 예선 탈락 | 지역 예선 탈락 | 지역 예선 탈락 | 지역 예선 탈락 |
| 2017년 | 16강전         | 4              | 2              | 0              | 2              | 6              | 5              |                |
| 2019년 | 조별리그       | 3              | 0              | 0              | 3              | 4              | 8              |                |

### AFC U-20 아시안컵
- 1959년 ~ 1972년 : 불참 (AFC 및 FIFA 비회원국)
- 1973년 : 4강
- 1974년 ~ 1976년 : 불참
- 1977년 ~ 1978년 : 8강
- 1980년 ~ 1982년 : 불참
- 1985년 : 준우승
- 1986년 : 우승
- 1988년 ~ 1990년 : 예선 탈락
- 1992년 : 우승
- 1994년 ~ 1996년 : 예선 탈락
- 1998년 : 4강
- 2000년 : 예선 탈락
- 2002년 : 4강
- 2004년 : 예선 탈락
- 2006년 ~ 2008년 : 8강
- 2010년 : 4강
- 2012년 : 조별 예선
- 2014년 : 예선 탈락
- 2016년 : 준우승
- 2018년 : 우승
- 2020년 : 예선 통과했으나 코로나19 범유행으로 인하여 대회가 취소됨
- 2023년 : 조별 예선

## 역대 감독
| 감독          | 임기        |
| ------------- | ----------- |
| 사드 알셰흐리 | 2015 ~ 2017 |

## 같이 보기
- 사우디아라비아 축구 국가대표팀